# Mehmet Ufuk Uras

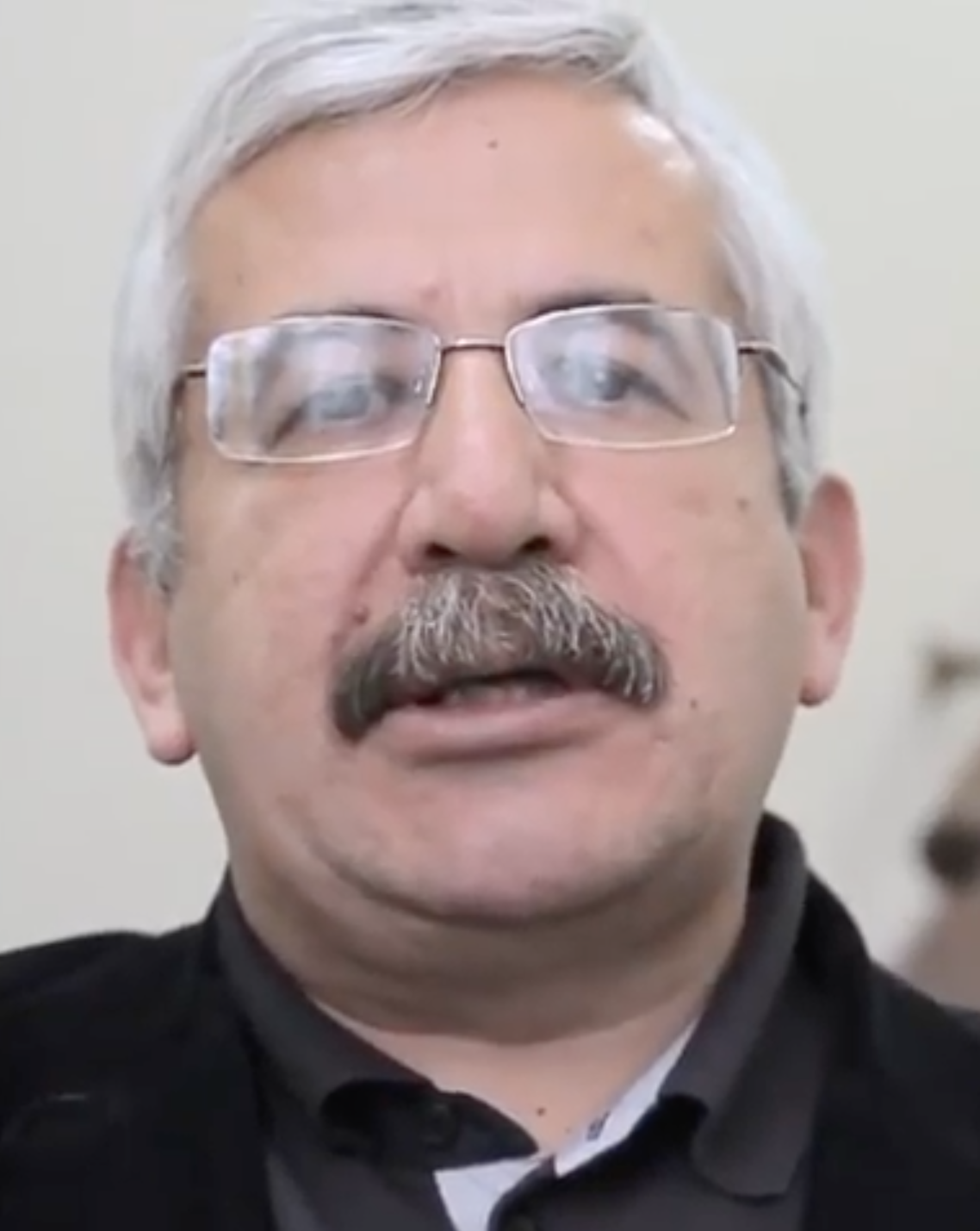
Mehmet Ufuk Uras

Mehmet Ufuk Uras (* 1959 in Istanbul-Üsküdar) ist ein türkischer Politiker, Ökonom und Abgeordneter. Er war 2007 bis 2009 Vorsitzender der Partei der Freiheit und Solidarität (ÖDP) und 2007 bis 2011 Abgeordneter der Nationalversammlung, ab 2009 für die Barış ve Demokrasi Partisi (BDP).

## Biografie
Uras besuchte das Anadolu Lisesi in Kadıköy und studierte an der Wirtschaftsfakultät der Universität Istanbul, wo er auch promovierte. Bis er im Juli 2007 als Abgeordneter aus Istanbul gewählt wurde, arbeitete Uras an der Wirtschaftsfakultät als Dozent für Politikwissenschaft und internationale Beziehungen. Neben seiner Lehrtätigkeit war er Redaktor der İktisat Dergisi (Zeitschrift für Wirtschaft) und Vorsitzender des Alumniverbands der Wirtschaftsfakultät (IFMC) und der Gewerkschaft der Lehrpersonen (ÖES).
Bei den Parlamentswahlen 2007 gelang es ihm, mit 81.486 Stimmen als unabhängigem Direktkandidat ins Parlament gewählt zu werden. Sein Wahlkampf wurde von vielen Künstlern, sozialistischen Intellektuellen, anderen Linksorganisationen und Anhängern der Demokratik Toplum Partisi unterstützt. Bald nach der Wahl trat er wieder in die ÖDP ein und wurde zum Vorsitzenden gewählt. Im Juni 2009 trat er aber wieder aus ÖDP aus. Nach einem Verbot gegen die Demokratik Toplum Partisi am 11. Dezember 2009 traten 19 Abgeordnete der BDP bei. Uras wurde zum 20. Mitglied der BDP im Parlament und ermöglichte so, dass die BDP eine Fraktion bilden konnte. Bei der nächsten Wahl 2011 trat Uras nicht mehr an. Im November 2012 wurde er Gründer der sozialliberalen grünen Partei Yeşiller ve Sol Gelecek Partisi.

## Werke
- ÖDP Söyleşileri (ÖDP-Gespräche), 1999, Istanbul: Alan. ISBN 975-7414-77-8
- Başka Bir Siyaset Mümkün (Eine andere Politik ist möglich), 2003, Istanbul: İthaki. ISBN 975-8725-79-3
- İdeolojilerin Sonu Mu? (Das Ende der Ideologien?), 2004, Istanbul: Çiviyazıları. ISBN 975-8663-66-6
- Sezgiciliğin Sonu mu? (Das Ende des Intuitionismus?), 2005, Istanbul: Devin. ISBN 975-6472-16-2
- Siyaset Yazıları (Schriften über Politik), 2005, Istanbul: Alan. ISBN 975-7414-95-6
- Alternatif Siyaset Arayışları (Suche nach einer alternativen Politik), 2005, Istanbul: İthaki. ISBN 975-273-148-1